# Folkmusik
Folkmusik är musik som utvecklats bland människor i alla tider. Folkmusiken ägs av alla och av ingen, men kommer alltid ur traditioner, erfarenheter och hundratals år av liv. Ofta markeras ett visst avstånd till konstmusik och populärmusik, men alla tre musikformerna har påverkats av varandra (jämför visa). 
I den engelskspråkiga världen finns det en genre som kallas folksång (folk song) eller folkmusik (folk music), som vi inte skulle kalla så – hit hör artister som The Weavers, Pete Seeger, Joan Baez och Bob Dylan under hans tidigare år som artist. Det vi menar med folkmusik i Sverige kallas ofta för traditional music på engelska.

## Bakgrund
Termen folkmusik myntades i flera europeiska stater på 1700-talet, och genom tiderna har ordet stått för diverse olika musikstilar. Idag tänker svenskar mest på spelmansmusik när de hör termen, men det var först under 1900-talet som spelmän började använda termen när de framförde sin musik på scen. Folkmusik bildas sålunda egentligen när de lantliga traditionerna möter städernas populär- och konstmusik.
Ibland försöker man tillämpa termen utanför Europa. Då blir det genast snårigare då den musiken ofta inte har samma sociala bakgrund som vår folkmusik, även om musikerna inte behärskar och använder notskrift. Ett bättre lämpat ord är i det fallet världsmusik.

## Definition
I allmänhet inbegrips även nygjord musik i termen, i de fall då den håller sig mer eller mindre inom formerna för den traditionella. Modern folkmusik kan experimentera rejält vad gäller vilka instrument som används, och hur man arrangerar; så länge det finns något där som påminner om ursprunget brukar man ändå kalla det folkmusik. Sådan musik som får så tydliga drag av rockmusik att den klarar sig i populärmusikens sfär kallas ofta folkrock eller i vissa fall Neofolk.
Försök att musiktekniskt definiera folkmusik brukar fallera. En del menar att folkmusik ska ha förts vidare genom en tradition där man spelar på gehör. Konstmusik från icke-europeiska länder kan vara helt befriad från notskrift, och beskrivningen förefaller därför en smula västerländskt etnocentrisk. Andra menar att folkmusik ska vara skapad i ett kollektiv. De flesta melodier är trots allt skrivna av en särskild upphovsman även om hans/ hennes namn har fallit i glömska, och kriteriet kan omformuleras så att den ursprunglige skaparen ska vara anonym, och hans verk ha omformats genom traditionen. Den definitionen används uppenbarligen inte så ofta, då moderna folkmusikgrupper ofta skriver stor del av sin repertoar själva. Bättre är nog att se termen folkmusik som en historisk och/eller social kategorisering av olika musikstilar.
Folkmusik bör ses dels som den bruksmusik som har använts av allmogen för både sina högtidstraditioner men även för vardagssysslor. Folkmusik är inte eller har aldrig varit statisk utan präglat samhällsbilden från olika tidsepoker. Klangidealet är kanske ett av de enklaste sättet att få bekräftelse på folkmusikens förändringsprocess, den tekniska utvecklingen är en annan av både instrument men även användningen av våra röster. Våra behov av folkmusik har starkt styrt folkmusikens utformning, uttryck och textinnehåll där även tekniken och kvantiteten har spelat en roll. Jämför loge och vägskäl med en modern folkmusikkonsert med all elektronik, eller en ringlek med en protestsång.

## Folkmusik i världen
En tämligen modern musikstil som på grund av hur den växt fram ofta kallas folkmusik är raï från Algeriet. Treg'e (även teet'as) är från den sydamerikanska kontinentens södra del, liknande raï men med en djupare klang och med längre toner. 